# Michelle Branch
Michelle Jacquet DeSevren Branch (født 2. juli 1983) er en amerikansk singer-songwriter, guitarist og skuespiller.
Gennem de tidlige 2000'ere udgav hun to populære albums, The Spiritroom og Hotel Paper, og blev efterfølgende nomineret som Grammy Award for den bedste nye kunstner i 2003.[kilde mangler]
I 2005 dannede hun countryduoen The Wreckers sammen med sin ven og musikeren Jessica Harpog producerede den grammynominerede single "Leave the pieces". The Wreckers blev opløst i 2007, hvor de to medlemmer ville arbejde på deres respektive solokarrierer. Hun har adskillige succesfulde sange, mest kendt er nok den hun vandt en grammyaward sammen med Carlos Santana for "The Game of Love".

## Diskografi
- Broken Bracelet (2000)
- The Spirit Room (2001)
- Hotel Paper (2003)
- West Coast Time (2013)